# Brodećke
Brodećke (pol. Brodeckie) – osiedle typu miejskiego na Ukrainie, w obwodzie winnickim, w rejonie koziatyńskim, u ujścia Brodianki do Hnyłopjati. W 2022 roku liczyło 2032 mieszkańców.
Pierwsza pisemna wzmianka o miejscowości pochodzi z 1712 roku. W wyniku II rozbioru Polski w 1793 roku wieś znalazła się w granicach Rosji i początkowo wchodziła w skład okręgu machnowskiego w namiestnictwie bracławskim, od 1794 roku leżała zaś w granicach guberni kijowskiej, w ujeździe machnowskim, przemianowanym w 1846 roku na ujezd berdyczowski. W 1867 roku wzniesiono w miejscowości cukrownię oraz młyny parowe, a potem rozpoczęto budowę linii kolejowej do pobliskiej Dubyny. W latach 1918–20 w Brodećkem stacjonowały wojska niemieckie, następnie polskie oraz oddziały wojsk Dyrektoriatu. W 1920 roku w Dubynie utworzono sowchoz miejscowego kombinatu cukrowniczego, w 1926 roku powstało przedsiębiorstwo „Radianśkyj chliborob”, a w 1933 roku zorganizowano kołchoz „Peremoha”. W 1937 roku rozpoczęły w miejscowości swą działalność zakłady sojowe. W czasie II wojny światowej Brodećke było okupowane przez wojska hitlerowskie od 16 lipca 1941 roku do 8 stycznia 1944 roku. Po wyzwoleniu miejscowości w 1944 roku pracę wznowiła cukrownia, którą w 1954 roku poddano elektryfikacji. W 1960 roku stare kotły parowe przekształcono w mazutowe. W latach 60. ukończono elektryfikację wsi. w latach 70. dokonano rekonstrukcji instalacji do uzdatniania wody i wybudowano odstajnik. W 1985 miejscowość otrzymała status osiedla typu miejskiego. W 1989 roku Brodećke liczyło 2727 mieszkańców, w 2001 roku – 2481 mieszkańców, a w 2013 roku – 2299 mieszkańców.